# Punta Kurz (Alpi del Monte Bianco)
La Punta Kurz (3.680 m s.l.m.) è la vetta più alta delle Aiguilles Rouges du Dolent nelle Alpi del Monte Bianco. Si trova sul confine tra la Francia e la Svizzera.

## Storia
La montagna prende il nome da Louis Kurz, l'alpinista che ne compì la prima salita documentata. L'omonima Punta Kurz delle Alpi Pennine è dedicata a suo figlio Marcel Kurz, topografo svizzero autore di guide alpinistiche.